# Beto Skubs
Beto Skubs (São Paulo, 25 de outubro de 1979) é um roteirista e produtor brasileiro, conhecido por seu trabalho na televisão norte-americana, especialmente na série Grey’s Anatomy. Skubs foi responsável por levar diversos talentos brasileiros para Grey’s Anatomy, como a atriz Bianca Comparato. Antes de seu sucesso na série médica, ele trabalhou como roteirista em animações renomadas, como Ben 10 (Cartoon Network) e Dino Aventuras (Disney Channel Brasil).
Sua trajetória consolidou seu nome em Hollywood, tornando-o um dos roteiristas brasileiros mais influentes da indústria. Além de seu impacto criativo, Skubs tem sido uma voz ativa na defesa dos direitos dos roteiristas, participando da greve da Writers Guild of America (WGA) em 2023 e promovendo a valorização dos profissionais da área. Seu trabalho abriu portas para narrativas latinas na televisão e serviu de inspiração para novos roteiristas brasileiros que desejam ingressar no mercado internacional.

## Biografia e Início de Carreira
Beto Skubs nasceu em São Paulo, mas foi criado em Piracicaba, no interior do estado, onde passou a maior parte de sua infância e adolescência. Desde pequeno, desenvolveu uma grande paixão pela leitura e pela escrita, incentivado por sua mãe, que sempre o motivou a explorar histórias e narrativas. Foi ainda jovem que despertou o interesse pelo audiovisual, fascinado por filmes e séries que marcaram sua formação criativa. Autodidata em inglês, ele aprendeu o idioma por conta própria para poder consumir materiais relacionados ao cinema e à televisão, o que mais tarde se tornaria um diferencial em sua carreira.

### Início e primeiros trabalhos
Antes de ingressar no mercado internacional, Beto Skubs construiu sua carreira trabalhando em diferentes formatos e gêneros. Em 2012, publicou a graphic novel Fade Out: Suicídio Sem Dor, baseada em um roteiro de cinema que ele havia escrito. A obra foi indicada ao prêmio HQMix e chamou a atenção da indústria. No mesmo ano, ele conseguiu uma bolsa da Capes-Fulbright para cursar um mestrado em roteiro de cinema e televisão na Universidade da Califórnia em Los Angeles (UCLA), um dos programas mais prestigiados do mundo na área.
Durante seus estudos na UCLA, Skubs vendeu o roteiro da série de ficção científica Singular para a Sony, um marco significativo em sua trajetória. Apesar de o projeto não ter sido produzido, essa conquista abriu portas para novas oportunidades. Ele também acumulou experiência escrevendo para animações populares, como Ben 10 (Cartoon Network) e Dino Aventuras (Disney Channel Brasil), além de atuar como roteirista em séries da Universal Channel Brasil, como 171 – Negócio de Família.

## Grey's Anatomy

### Entrada na série e primeiros episódios
Beto Skubs ingressou oficialmente na equipe de roteiristas de Grey’s Anatomy em junho de 2021, tornando-se um dos poucos brasileiros a integrar o time de uma das séries mais longevas e influentes da televisão norte-americana. Antes disso, em 2018, ele havia acompanhado o processo de criação dos roteiros durante uma semana, experiência que o ajudou a estabelecer conexões na indústria e abrir portas para seu futuro na produção.
Desde sua entrada na série, Skubs rapidamente se destacou por sua criatividade e capacidade de desenvolver histórias marcantes. Como roteirista e produtor, ele participou ativamente da concepção de diversos episódios, sendo responsável por tramas que impactaram tanto os fãs quanto a narrativa central do programa.

### O “episódio brasileiro” e a representatividade na série
Um dos momentos mais marcantes da passagem de Skubs por Grey’s Anatomy foi sua autoria do episódio Road Trippin’ (S18E14), conhecido como o “episódio brasileiro”. A história apresentou uma família brasileira viajando pelos Estados Unidos em busca de tratamento médico para a filha adolescente no Grey Sloan Memorial Hospital. O capítulo trouxe diálogos em português, referências ao Brasil, como a bandeira nacional e a menção ao jogador Neymar, além de contar com a atuação do brasileiro Eduardo Muniz.
A iniciativa de inserir um núcleo brasileiro na série foi amplamente elogiada pelos fãs e pela crítica, pois destacou a importância da representatividade na TV norte-americana. Em entrevistas, Skubs afirmou que quis oferecer um presente ao público brasileiro, reconhecendo a forte base de fãs da série no país e reforçando a necessidade de incluir diferentes culturas nas produções de grande alcance global.
Além disso, Skubs teve participação direta na inclusão de profissionais brasileiros na equipe de Grey’s Anatomy, sendo responsável por levar talentos como a atriz Bianca Comparato para atuar na série. Sua influência dentro da produção ajudou a aumentar a diversidade na narrativa e na equipe técnica.

### Curiosidades e bastidores
- Em Road Trippin’ (S18E14), Skubs fez uma breve aparição como figurante, interpretando um médico do hospital Grey Sloan Memorial.[15]
- Ele já escreveu e produziu diversos episódios da série, participando ativamente das etapas de pré-produção, filmagem e edição.[14][16]
- A atriz Bokhee An, que interpreta a enfermeira Bokhee na série desde a 1ª temporada, publicou uma foto ao lado de Skubs nos bastidores e brincou chamando-o de "meu namorado brasileiro".[25]
- Durante a gravação do episódio Bottle Up and Explode! (S18E05), do qual foi um dos responsáveis pelo roteiro, Skubs precisou escrever roteiros falsos para despistar paparazzi e evitar vazamentos sobre a trama.[22]
- Skubs foi um dos responsáveis por abrir portas para profissionais brasileiros na série, incluindo a atriz Bianca Comparato, que fez uma participação especial em um episódio. Além dela, o ator Eduardo Muniz interpretou um dos personagens centrais no episódio Road Trippin’.[10][24]
- Em uma das gravações, ele pregou uma brincadeira no elenco ao traduzir erroneamente uma fala em português de um personagem, fazendo todos acreditarem que se tratava de um pedido de ajuda por falta de plano de saúde.[26]
- Ele foi um dos roteiristas encarregados de trabalhar na despedida da personagem Maggie Pierce (Kelly McCreary) da série.[4]

### Saída de Grey's Anatomy
Beto Skubs deixou Grey’s Anatomy no início de 2024 em meio a mudanças na série, incluindo a redução da participação de Ellen Pompeo e uma renovação no elenco. Apesar de não fazer mais parte da produção, seu impacto continua sendo reconhecido, especialmente por ter ajudado a levar profissionais brasileiros para Hollywood e por inserir referências culturais do Brasil na trama.

## Vida Pessoal
Beto Skubs tem orgulho de suas raízes brasileiras e frequentemente apoia conterrâneos que se destacam internacionalmente. Em 2024, brincou ao saber que as campeãs olímpicas Beatriz Souza e Rebeca Andrade assistiam a Grey’s Anatomy antes de competir: "Eu praticamente ganhei uma medalha de ouro para o Brasil." Ele destacou o papel da arte em inspirar e distrair atletas de elite.
Também em 2024, Skubs elogiou o cineasta Pietro Krauss, de Limeira. Como forma de reconhecimento, presenteou Pietro com um roteiro autografado de Grey’s Anatomy e escreveu: "Pietro, é uma honra conhecê-lo e compartilhar um pouco do seu incrível talento. Aqui é 019." A frase faz referência ao código de área de Piracicaba e Limeira, reforçando suas raízes paulistas.
Além de sua paixão pelo entretenimento, Skubs esteve envolvido na greve da Writers Guild of America (WGA) em 2023, defendendo melhores condições de trabalho para roteiristas de TV e cinema. Ele se posicionou fortemente contra a falta de transparência dos serviços de streaming no pagamento de royalties e ressaltou a importância da valorização da profissão.

## Filmografia

### Televisão
| Ano       | Título                   | Função                                     | Plataforma/Distribuidora  |
| --------- | ------------------------ | ------------------------------------------ | ------------------------- |
| 2015      | Alesia: Ground Zero      | Co-produtor                                | –                         |
| 2016      | Sex Life                 | Roteirista, Produtor Executivo, Ator       | –                         |
| 2017      | 171 - Negócio de Família | Roteirista                                 | Universal Channel Brasil  |
| 2017      | Dino Aventuras           | Roteirista                                 | Disney Channel Brasil     |
| 2018      | A Day in L.A.            | Roteirista                                 | –                         |
| 2018–2019 | Ben 10                   | Roteirista                                 | Cartoon Network / HBO Max |
| 2019      | Diário de Luli           | Criador                                    | TV Brasil                 |
| 2021–2024 | Grey’s Anatomy           | Roteirista, Co-produtor (a partir de 2022) | ABC / Disney+             |